# Сура Ан-Нас
Сура Ан-Нас (араб. سورة الناس‎) або Люди — сто чотирнадцята і остання сура Корану. Мекканська, містить 6 аятів.

1. Скажи: «Шукаю захисту в Господа людей,
2. Володаря людей,
3. Бога людей,
4. від зла спокусника зникаючого,
5. який зваблює серця людей,
6. від зла джинів і людей».